# Шевабурі
Шевабурі (груз. შევაბური) — село в Грузії.
За даними перепису населення 2014 року в селі проживає 89 осіб.